# マインツ - フランクフルト線
マインツ - フランクフルト線（マインツ - フランクフルトせん、ドイツ語: Bahnstrecke Mainz –Frankfurt）はラインラント＝プファルツ州の州都であるマインツとヘッセン州の中心地であるフランクフルト・アム・マインを結ぶ幹線鉄道である。この路線はマイン鉄道（Mainbahn）とも呼ばれて、複線で電化されている。

## 歴史

### ヘッセン・ルートヴィヒ鉄道、国有化
私設鉄道会社であったヘッセン・ルートヴィヒ鉄道（Hessische Ludwigbahn）はライン＝マイン鉄道を開通した後、フランクフルト方面の路線を取るために努力した。その過程で建設プロジェクトが、線路のビショフスハイムから分岐してマイン川の左岸と並行する形に作られた。それ故この路線はマイン川右岸と並行するタウヌス鉄道の競争路線となった。鉄道路線の建設と運営に関する許可はヘッセン＝ダルムシュタット公国により1861年8月15日に、フランクフルト自由市により1862年1月17日に与えられた。
鉄道建設期間はほんの一年半に過ぎなかった。1862年12月20日に試運転が行われて、マイン鉄道は1863年1月3日に開通された。当時にこの路線はゴルトシュタイン駅（フランクフルト・シュタディオン駅）から伸びて、旧フォルストハウス駅へ東の方へ向かった。線路はそこからマイン＝ネッカー線と合流し、マイン＝ネッカー駅まで伸びた。
ニーダーラト鉄道橋は1871年に創立されたプロイセン国有鉄道のフランクフルト管理局によりフランクフルト新駅への通路として企画された。建設工事は1880年から1882年まで行われて、1882年1月16日から貨物列車がまずこの鉄道橋を通じて走行することとなって、経路が変更された。1888年8月18日には旅客列車の運行が新中央駅の開業の関係で開始された。元の経路はマイン＝ネッカー鉄道と交差しザクセンハウゼン駅（フランクフルト南駅）と連結され、迂回経路として役割を果たしている。
1897年4月1日にこの路線は他のヘッセン・ルートヴィヒ鉄道路線とともにプロイセン＝ヘッセン鉄道法人（Preußisch-Hessische Eisenbahngemeinschaft）に引き受けられた。1906年8月1日付で自動閉塞式装置がビショフスハイム - ゴルトシュタイン区間で設置された。

### ドイツ国営鉄道時代
1925年にニーダーラト鉄道橋の橋脚補強工事がアウクスブルク＝ニュルンベルク機械工業社のグスタヴスブルク支社により開始され、1928年に鉄道橋は鋼製トラス橋に置き換えられた。
1943年3月29日にオペル工場駅が新設された。1945年3月ニーダーラト鉄道橋は他の橋と同じくドイツ国防軍のスパイ作戦のため爆破された。鉄道橋の再建は同年8月に始まって、1946年1月列車通行が再開されるのができた。

### ドイツ連邦鉄道時代
1958年12月15日にこの路線の電化が完了した。
1972年3月フランクフルト空港駅が開業された後にも通勤列車は既存ニーダーラト鉄道橋の上を走行していた。交通量分散のためにSバーン向けの橋梁を既存橋梁の隣に建設する計画が樹立された。工事は1976年10月始まって、1979年5月に一段落がついた。同年9月30日からSバーン列車が平常通り通行している。
1990年2月2日にフランクフルトから走行したSバーン列車が反対側のSバーン列車とリュセルハイム駅区内で衝突する、最も重い事故が発生した。この事故で17人が死亡して、145人が重軽傷を負った。

### ドイツ鉄道時代
1999年5月30日ラウンハイム・モェンヒヴァルト - ラウンハイム・モェンヒフェルト区間で2.7 km長さの連結線が開通されて、この路線から高速線を通じてフランクフルト空港遠距離駅に接続するのが可能となった。

## 運行形態

### 遠距離輸送
ICEおよびIC列車はマインツ駅からラウンハイム・モェンヒフェルトで連結線を通じて走行して高速線の空港駅に到着する。それから列車はフランクフルト・シュタディオン駅を停車せずフランクフルト中央駅あるいはフランクフルト南駅に向かう。ケルンから高速線を経て空港駅に到着する遠距離列車も、マンハイム直行列車は例外で、同じ経路でフランクフルトへ走行する。
- ICE31: ハンブルク - ブレーメン - ミュンスター - ドルトムント - ケルン - コブレンツ - マインツ - フランクフルト空港 - フランクフルト - パッサウ/インスブルック/バーゼル。120分間隔。
- ICE50: ヴィースバーデン - マインツ - フランクフルト空港 - フランクフルト - フルだ - アイゼナッハ - エアフルト - ライプツィヒ - ドレスデン。120分間隔。
- ICE91: ドルトムント - デュースブルク ｰ デュッセルドルフ - ケルン - コブレンツ - マインツ - フランクフルト - ヴュルツブルク - ニュルンベルク - レーゲンスブルク - パッサウ - リンツ - ウィーン。1日2往復。
- IC31: ハンブルク - ブレーメン - ミュンスター - ドルトムント - ケルン - コブレンツ - マインツ - フランクフルト空港 - フランクフルト。120分間隔。

### 地域輸送
快速列車やSバーン列車はケルスターバッハ駅から空港線を経由して、空港近距離駅に到着する。全区間はライン＝マイン運輸連合（Rhien-Main-Verkehrsverbund, RMV）の運賃システムにより管理されている。マインツ市内区間の運賃システムはライン＝ナーエ地域運輸連合（Rhein-Nahe Nahverkersverbund, RNN）と共有している。
- 快速（RE2）: コブレンツ - マインツ - ビショフスハイム - フランクフルト空港 - フランクフルト。120分間隔。
- 快速（RE3）: ザールブリュッケン - マインツ - ビショフスハイム - フランクフルト空港 - フランクフルト。120分間隔。vlexx所属。所要車両はコラディア・リント54あるいは81気動車。
- 普通（RB75）: ヴィースバーデン - マインツ - マインツ・ローマ劇場 - ビショフスハイム - グロース・ゲラウ - ダルムシュタット - ディーブルク - バーベンハウゼン - アシャッフェンブルク。60分間隔。ヘッセン地方鉄道所属。使用車両はコラディア・コンチネンタル。
- Sバーン（）: ヴィースバーデン - ヴィースバーデン東 - マインツ - マインツ・ローマ劇場 - ビショフスハイム - リュセルスハイム・オペル工場 - リュセルスハイム - ラウンハイム - ケルスターバッハ - フランクフルト空港 - フランクフルト・シュタディオン - フランクフルト（マイン）- フランクフルト・オステン街 - オッフェンバッハ東。30分間隔。使用車両はDB430形電車。
- Sバーン（）: ヴィースバーデン - ヴィースバーデン東 - ヴィースバーデン東駅 - マインツ＝カーステル - ビショフスハイム - リュセルスハイム・オペル工場 - リュセルスハイム - ラウンハイム - ケルスターバッハ - フランクフルト空港 - フランクフルト・シュタディオン - フランクフルト（マイン）- フランクフルト・オステン街 - オッフェンバッハ東 - ハーナウ。30分間隔。使用車両はDB430形電車。